# Sytze Wierda
Sytze Wopkes Wierda (Hemrik, 28 februari 1839 - Seepunt, 10 december 1911) was een architect die een belangrijke rol speelde in de openbare architectuur van Zuid-Afrika in de late 19de eeuw en vroege 20e eeuw.
Hij was zoon van boer Wopke Sjerps Wierda en Pietertje Roelofs de Vries. Hij is in 1862 in Nederland met Harmke Tjibbeles (Hermina) Kamp getrouwd. Zij hadden samen vier dochters.
Nadat hij in Nederland als architect gediplomeerd was, ging hij in 1866 bij de Nederlandse Spoorwegen werken. Terwijl hij daar in dienst was, was hij betrokken bij het ontwerp van het Station Amsterdam Centraal en een aantal andere gebouwen. In Nederland heeft hij ook een aantal kerken ontworpen.
In 1887 werd hij aangesteld als staatsingenieur en architect van de Zuid-Afrikaansche Republiek en kwam hij in november 1887 in Zuid-Afrika. Hij was de opvolger van Klaas van Rijsse die de post tijdelijk bekleedde. Wierda was verantwoordelijk voor het ontwerp van een aantal belangrijke gebouwen in de ZAR. Zo ontwierp hij de regeringsgebouwen (Uniegebouwen) en het Paleis van Justitie in Pretoria.
In Pretoria is er een park naar hem vernoemd.

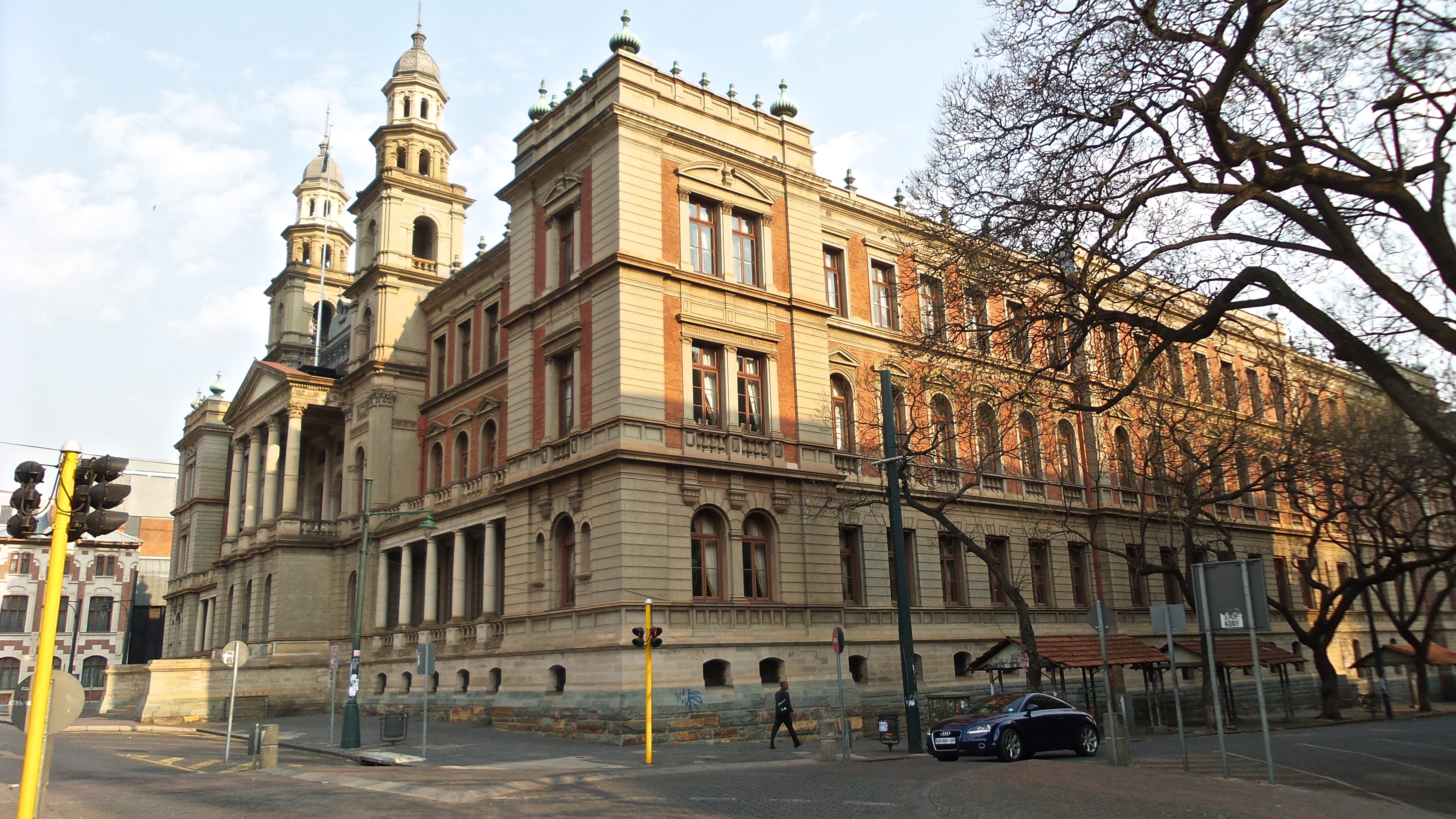
Paleis van Justitie (Pretoria)
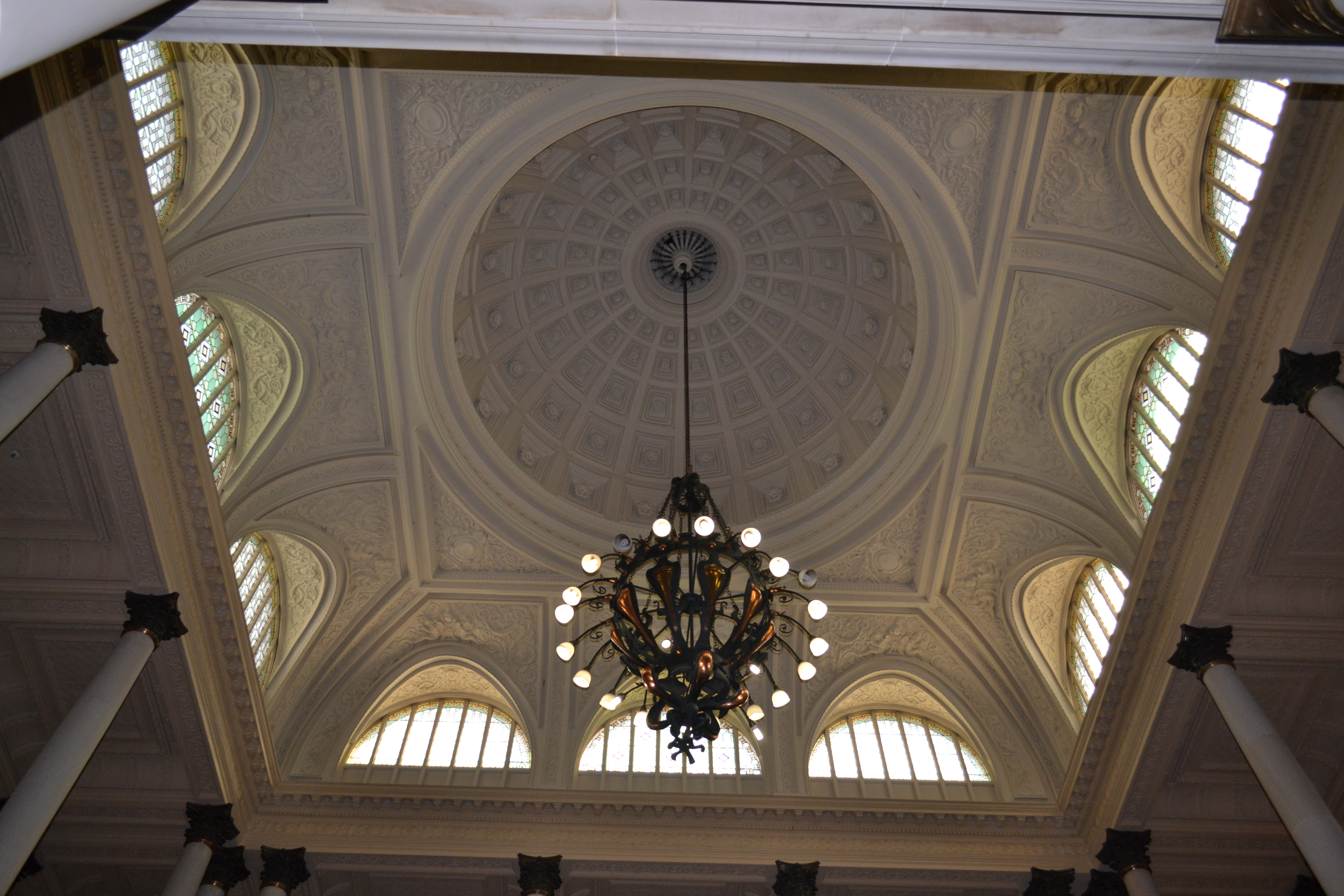
Paleis van Justitie (Pretoria)
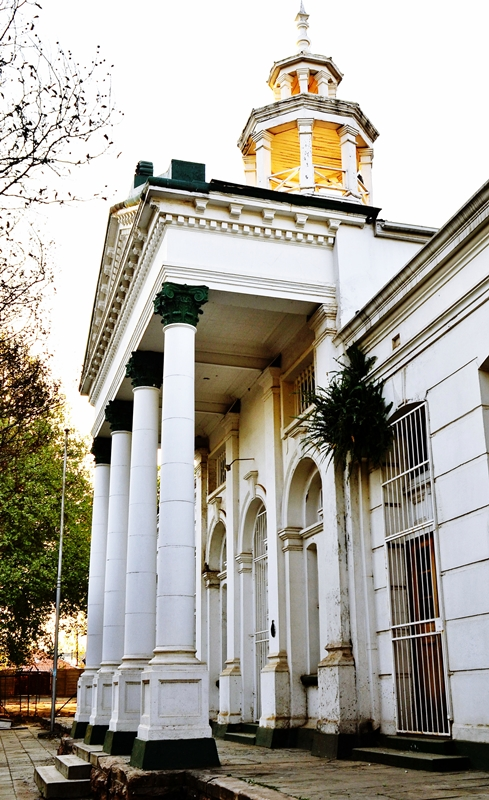
Old Magistrate's Office (Boksburg)
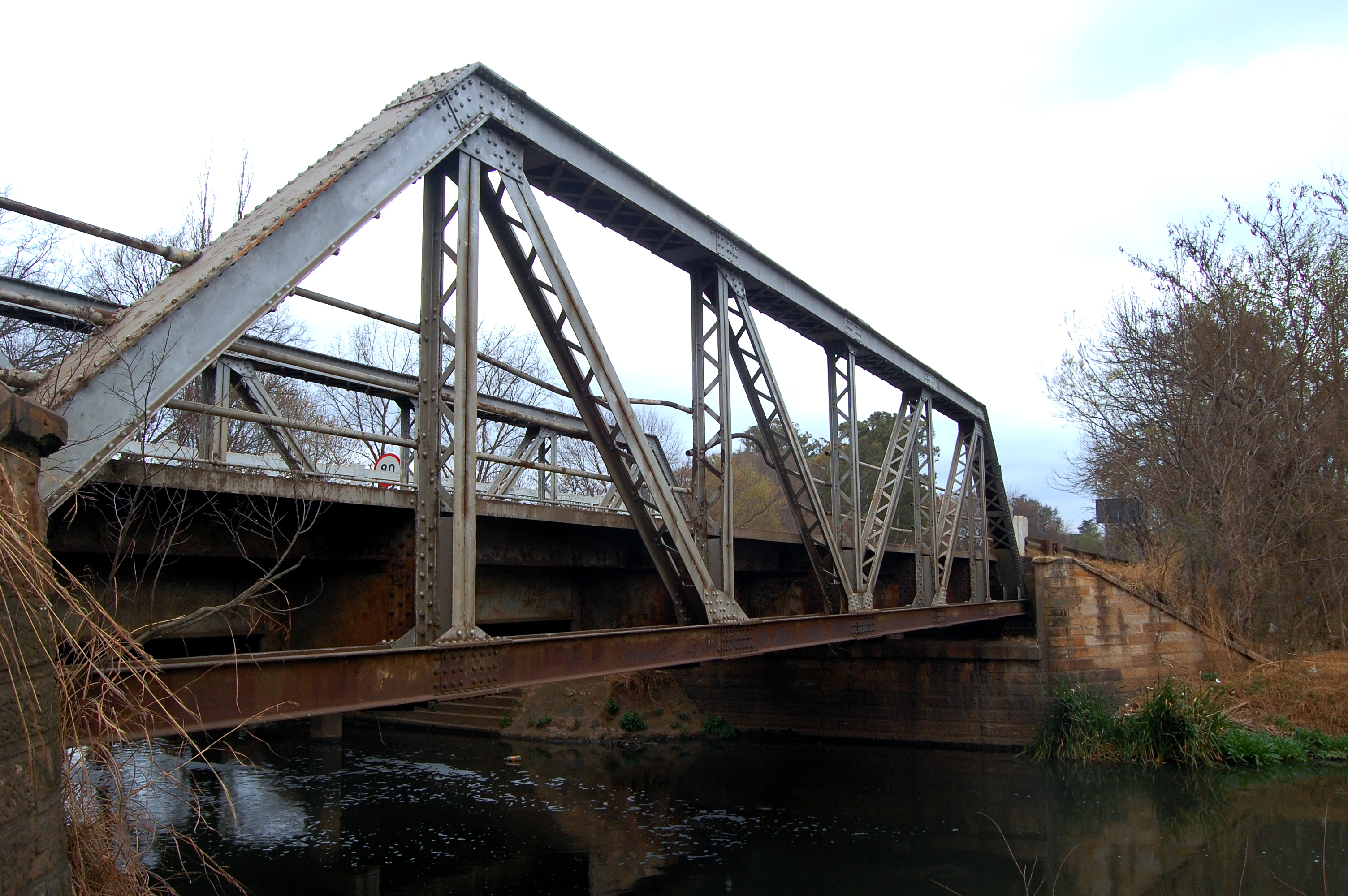
Wierdabrug (Pretoria)
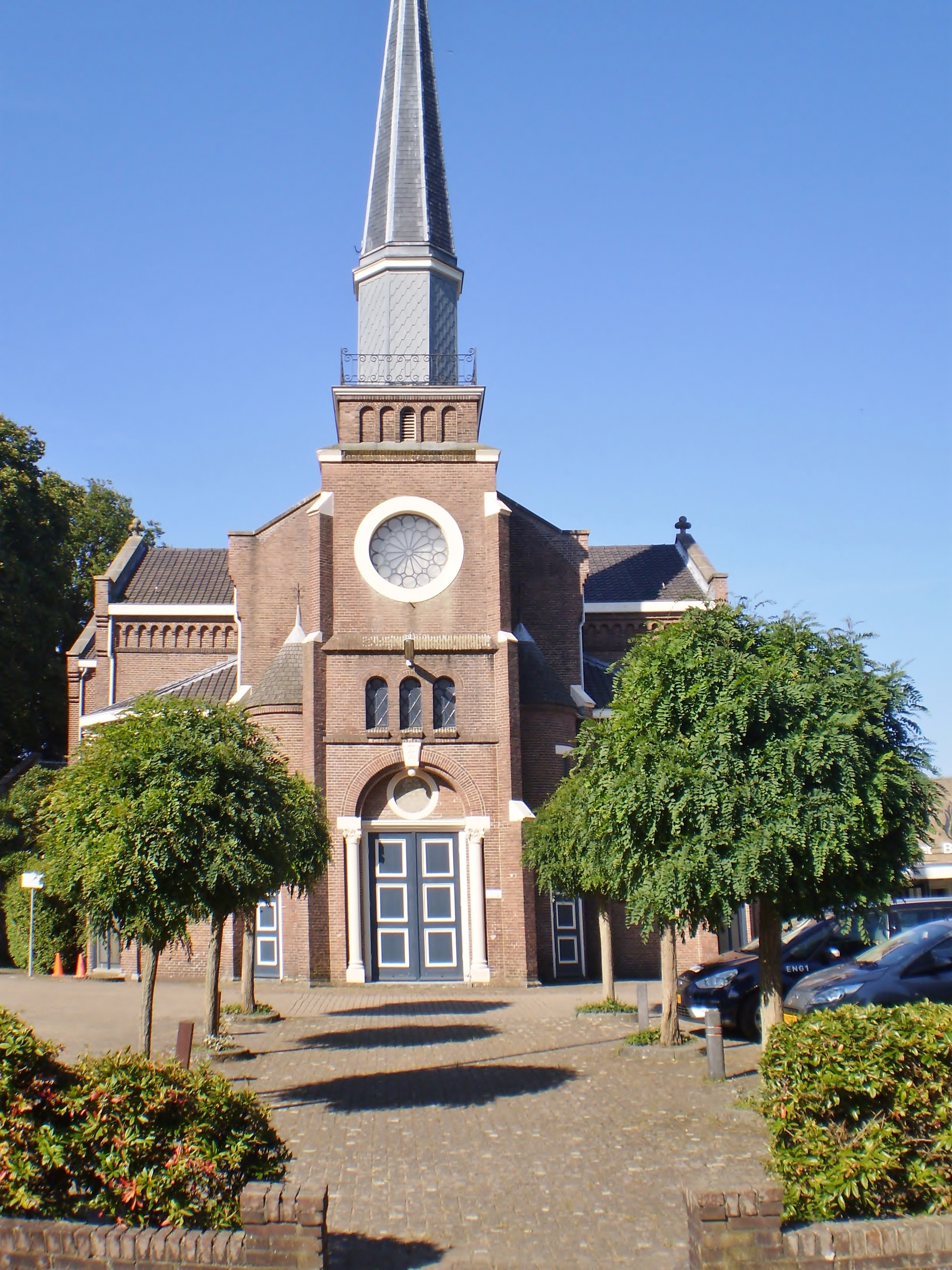
Paaskerk (Baarn), 1880
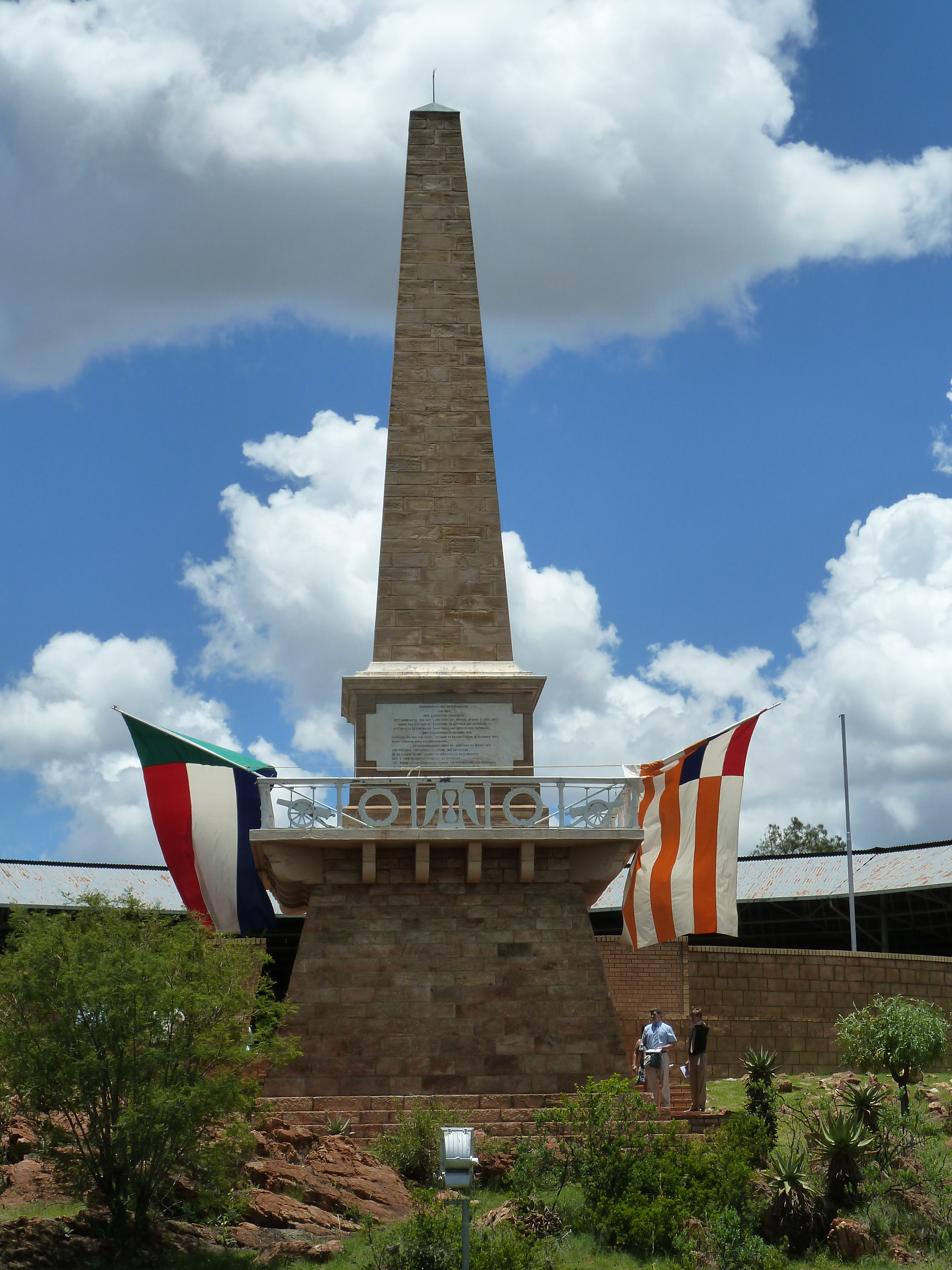
Paardekraal monument (Krugerdorp)

## Publicatie
- H.M. Rex: Sytze Wopkes Wierda. "Gouvernements ingenieur en architect" en "Hoofd van publieke werken" van de Zuid-Afrikaansche Republiek. Pretoria, Stigting Simon van der Stel, 1980
- H.M. Rex: Die lewe en werk van Sytes Wopkes Wierda in Nederland met verwysing na sy betekenis vir die Zuid-Afrikaansche Republiek . Pretoria (Thesis), 1974
- F. Kooistra: 'Sietze Wopkes Wierda. Een Friese architect in Zuid-Afrika'. In: Fryslân 14 (2008), nr. 4, p. 21-24